# 霍姆斯彗星
霍姆斯彗星（/ˈhoʊmz/，官方名稱：17P/Holmes）是太陽系的一顆短週期彗星，於1892年11月6日首度被英國業餘天文學家埃德溫·霍姆斯發現。儘管通常是一顆非常微弱的天體，但霍姆斯在2007年10月回歸時變得引人注目，當時它暫時變亮了一百萬倍，而變得肉眼可見，這是已知最大的彗星爆發。因為其彗髮（彗星周圍消散中的薄塵埃球）膨脹到比太陽的直徑更大（儘管它的質量仍然很小），使它也曾短暫地成為太陽系中最大的天體。1857年至2106年間，近日點仍在2.05至2.36天文單位之間。

## 發現

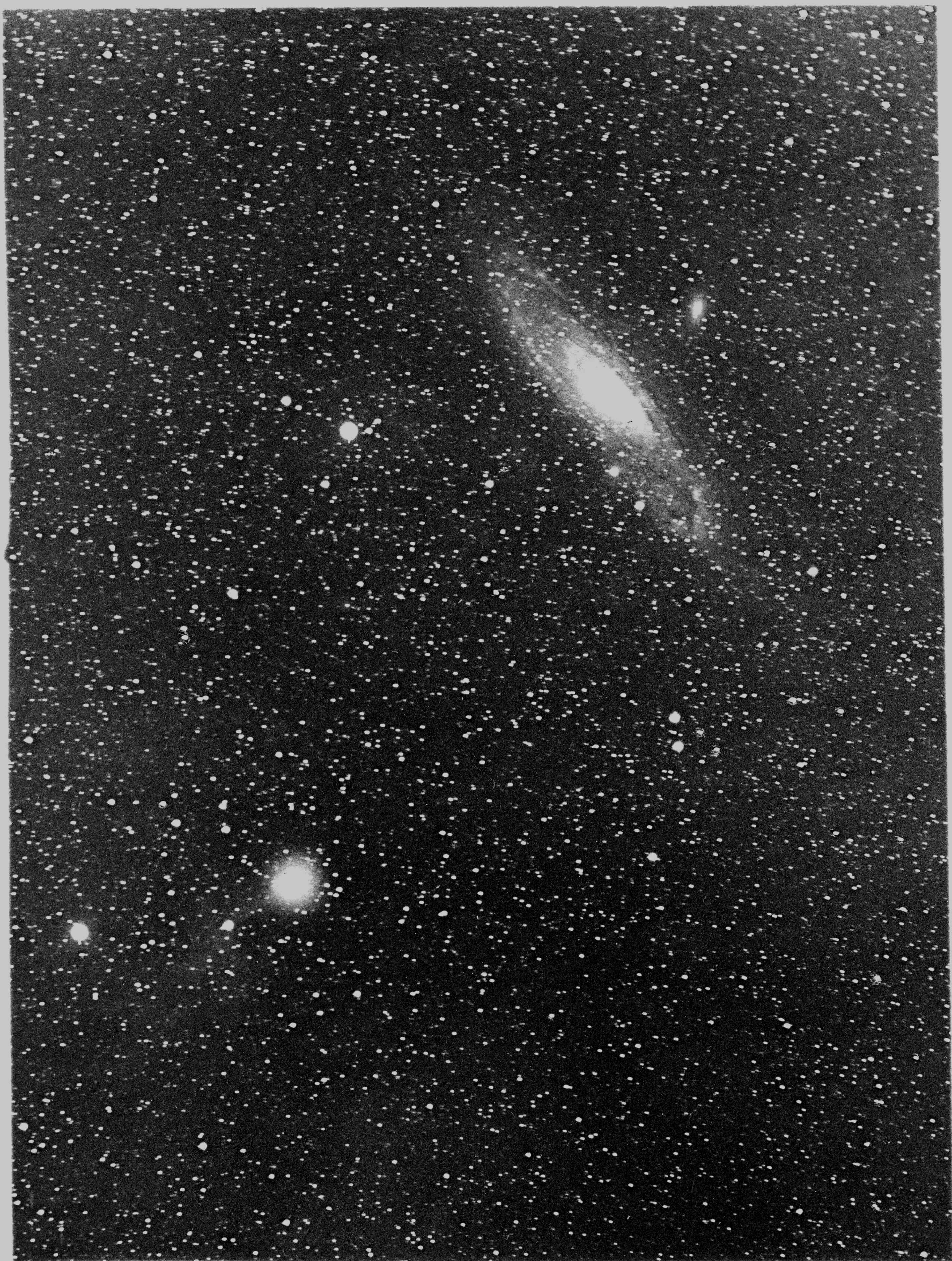
1892年11月10日，在仙女座星系附近的霍姆斯彗星。

霍姆斯彗星於1892年11月6日首度被埃德溫·霍姆斯發現，當時他正在對仙女座星系（M31）進行例行的觀測。
它在1892年的發現是可能的，因為它的星等增加了，類似於2007年的爆發；它變亮到大約4或5等，然後在幾週內從能見度中消失。
這顆彗星的發現得到了愛德華·沃爾特·蒙德（英格蘭格林威治皇家天文臺），威廉·亨利·梅鄔（英格蘭倫敦肯辛頓），和B.吉德（英格蘭薩里布拉姆利）等證實。托馬斯·大衛·安德森（蘇格蘭愛丁堡）於11月8日、邁克·布朗（美國威爾克斯）和約翰·埃文·大衛森（澳大利亞昆士蘭州麥凱）於9日取得了也都獨立發現。
17P/Holmes橢圓軌道的第一次計算是由海因里希·克魯茲和喬治·瑪麗·塞爾分別獨立完成的。附加的軌道最終確定近日點日期為6月13日，軌道週期為6.9年。這些計算證明這顆彗星不是3D/比拉彗星的回歸。

1899年和1906年的出現被觀測到，但在1906年之後彗星消失了（見迷蹤彗星），直到1964年7月16日被伊麗莎白·羅默爾（亞利桑那州美國海軍天文臺弗拉格斯塔夫站）發現。在布萊恩·馬斯登的計算機預測的説明下，這顆彗星在隨後的每次回歸都順利地被觀測到。

## 2007年爆發

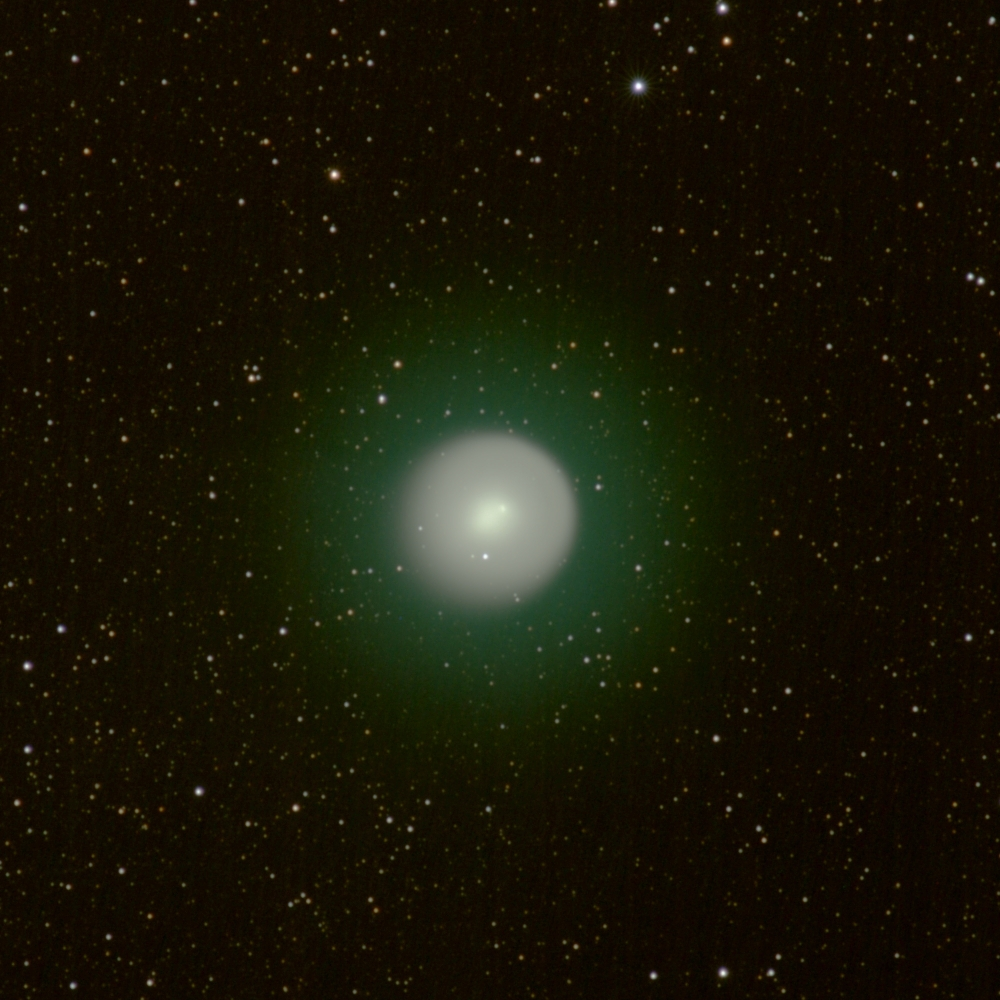
2007年11月2日的霍姆斯彗星（17P/Holmes）

在2007年回歸時，霍姆斯出人意料地在短短42小時內從約17等的星等變亮至約2.8等，肉眼可見。這代表了亮度的百萬倍的變化，是迄今為止已知的最大的彗星爆發。這次爆發發生在2007年10月23日至24日。據報導，第一個注意到變化的人是在加那利群島的特內里費島上的J.a.Henríquez Santana；幾分鐘後，巴塞隆納的拉蒙·納維斯注意到了這顆7.3等的彗星。它很容易被肉眼視為是英仙座中的一顆亮黃色「恆星」，到10月25日，霍姆斯彗星成為該星座第三亮的「恆星」。
儘管大型望遠鏡已經顯示出精細的彗星細節，但直到10月26日，肉眼觀察者還認為霍姆斯僅僅只是一顆恆星。在那之後，霍姆斯才開始在肉眼觀察者眼中看來更像彗星。這是因為在彗星爆發的過程中，它的軌道使它接近地球時像在衝的位置，而且由於彗星的尾巴指向背向太陽的地方，地球上的觀測者幾乎沿著霍姆斯的尾巴方向看，使彗星看起來像一個明亮的球體。
估計霍姆斯的核直徑為3.4公里。
霍姆斯彗星不僅變得更明亮，而且其彗髮（彗核周圍的雲氣外殼）也擴大了。2007年10月下旬，彗髮的視直徑從3.3弧分新增到13弧分以上，大約是天空中月球直徑的一半。在大約2AU的距離上，這意味著彗髮的真實直徑已經膨脹到100多萬公里，或者大約太陽直徑的70%。作為比較的月球距離地球僅38萬公里。因此，在2007年霍姆斯彗星爆發期間，彗髮是一個比月球繞地球軌道直徑更寬廣的球體。2007年11月，彗髮擴散到比太陽還大的體積，短暫地形成了太陽系中最大的擴展大氣層。
爆發的原因尚不清楚。巨大的氣體和塵埃雲可能是由與流星體的碰撞引起的，或者更可能是由彗星核內部的氣體積聚最終穿透表面引起的。然而，馬克斯·普朗克研究所的研究人員在發表在《天文與天體物理學報》上的一篇論文中建議，增亮可以用厚厚的氣密防塵層和H2O昇華的影響來解釋，彗星的多孔結構為昇華提供了更多的表面積，高達一個數量級。在爆發前的幾個月內，來自太陽的能量，日射，被儲存在塵埃覆蓋層和彗核中。
儘管它已經成為英仙座中一個具有挑戰性的+5等目標，這顆彗星在2008年2月仍然可見。從地球上看，它已經膨脹到大於2度的弧度，因此表面亮度非常低。值得注意的是，2007年爆發的霍姆斯彗星塵埃軌跡在原址反復彙聚。
2015年1月發生了3-4等的爆發，但仍需要一架大型望遠鏡才能看到。

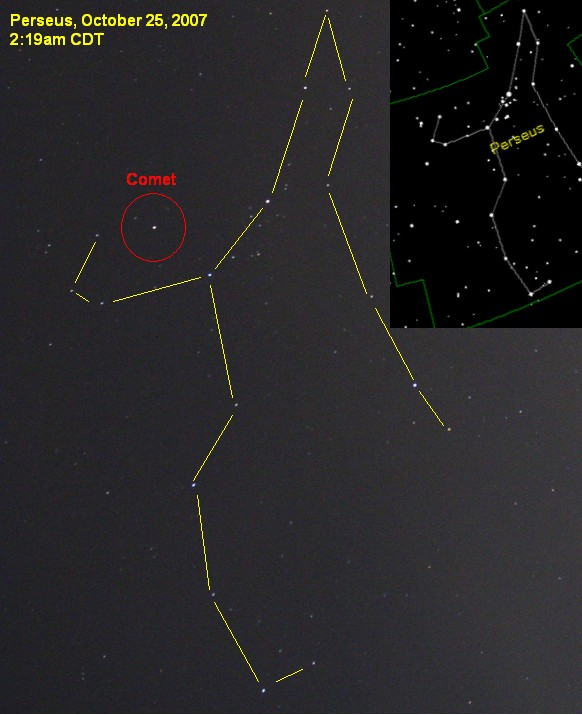
2007年10月25日，這顆彗星看起來像是英仙座中一顆明亮的新星。
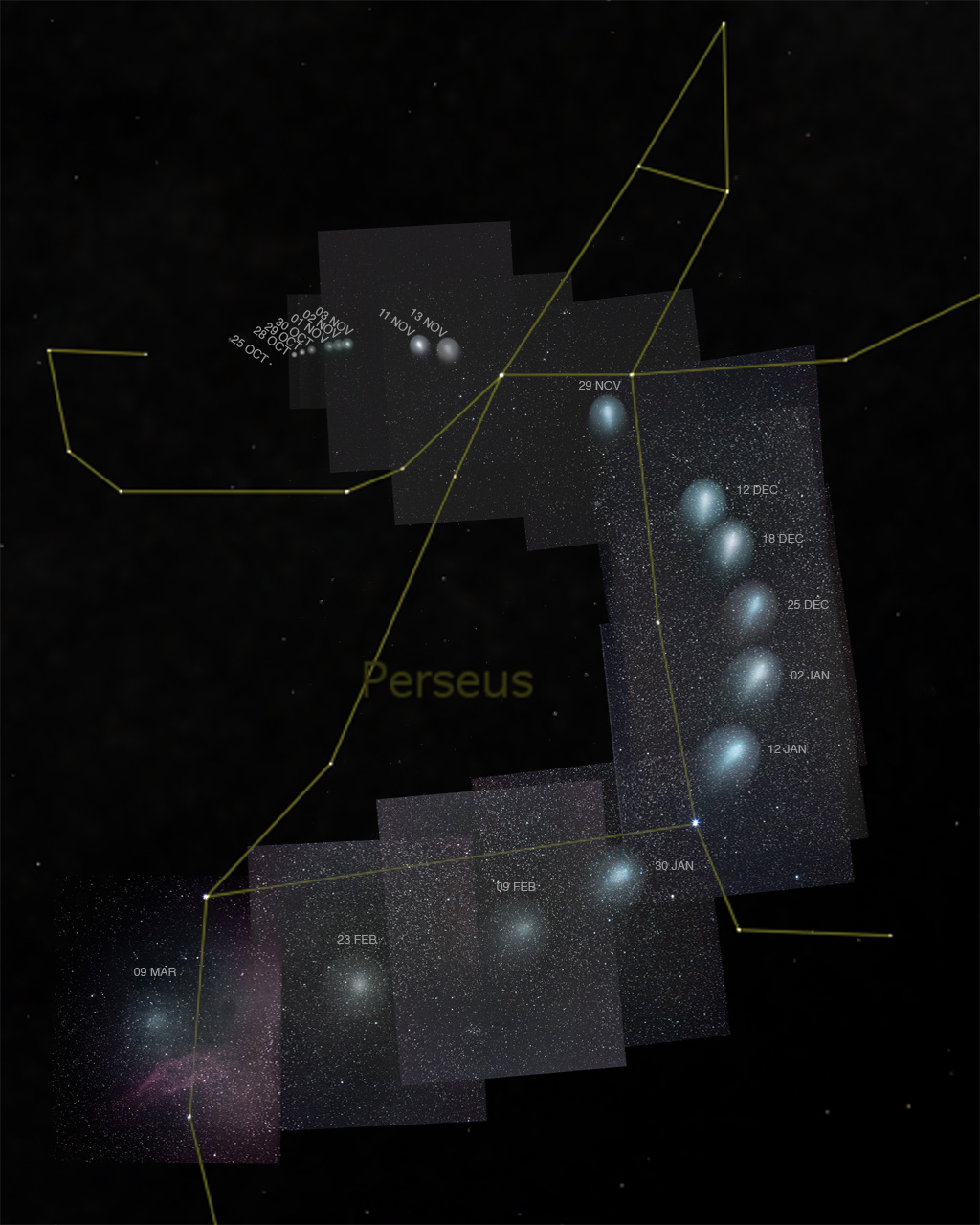
這張合成照片顯示了這顆彗星從2007年10月25日到2008年3月9日在英仙座的大小和運動。
膨脹塵埃雲的運動 模擬顯示了10月24日初始事件後120天內膨脹塵埃雲的角直徑。面亮度隨著時間的推移而降低。
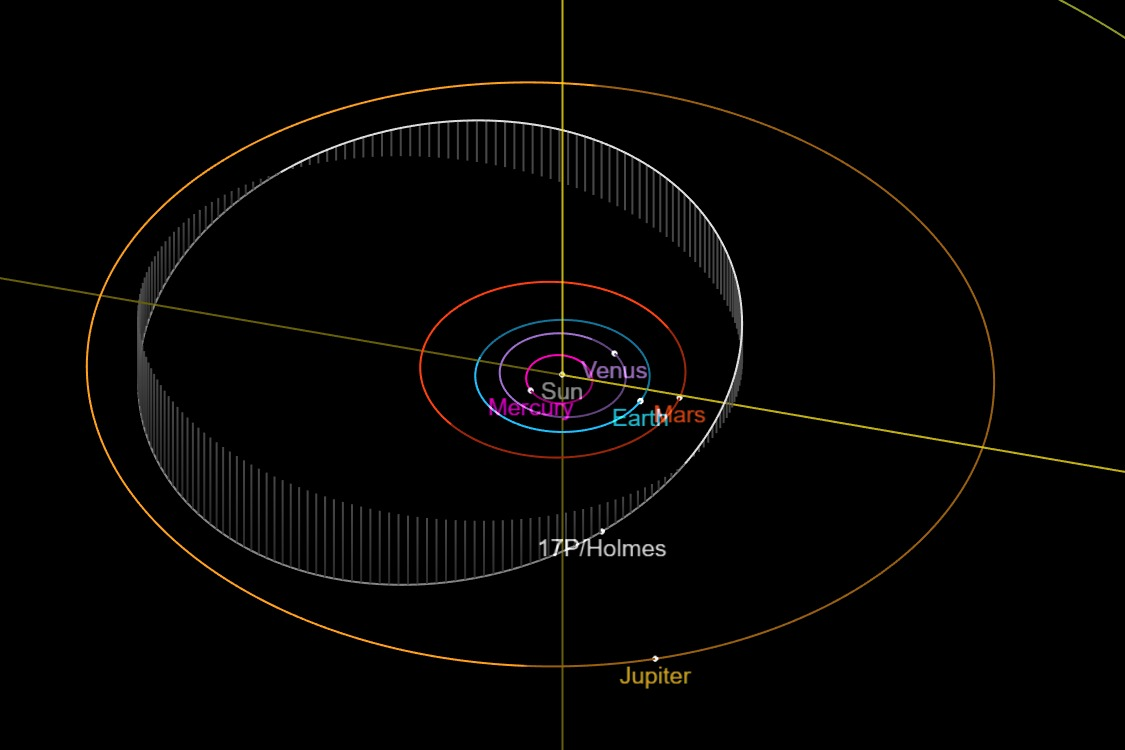
霍姆斯是一顆短週期彗星，其軌道是位於火星和木星之間的傾斜橢圓軌道[23]。這顆彗星曾在2007年5月4日通過近日點。
2011年1月1日至2017年12月31日「霍姆斯」軌道的動畫 Comet Holmes  ·   Earth ·   Mars ·   Jupiter

## 外部連結
- 17P at Cometary Science Center （页面存档备份，存于）
- 17P at Kronk’s Cometography （页面存档备份，存于）
- 17P at Kazuo Kinoshita's Comets （页面存档备份，存于）
- 17P at Seiichi Yoshida's Comet Catalog （页面存档备份，存于）
  - Magnitude graph for 2007-2009 （页面存档备份，存于）
- Enigmatic Comet Holmes （页面存档备份，存于） by Jeff Bryant, The Wolfram Demonstrations Project.
- Evolution of Comet 17P/Holmes （页面存档备份，存于）
- Obscure Comet Brightens Suddenly （页面存档备份，存于）
- Quick Facts About Comet Holmes
- Simple Instructions on How to Find Comet Holmes （页面存档备份，存于） Instructions for the Amateur-based around Toronto or New York.
- 17P Archive.today的存檔，存档日期2013-02-21 at Las Cumbres Observatory (22 Jan 2010 11:57, 223 seconds)
- Hubble Zooms In on Heart of Mystery Comet (Hubblesite STScI-2007-40 : November 1, 2007)
- NASA's Spitzer Gets Sneak Peek Inside Comet Holmes 的存檔，存档日期2021-10-08. (October 13, 2008)

| 週期彗星                | 週期彗星   | 週期彗星                     |
| ----------------------- | ---------- | ---------------------------- |
| 前一顆彗星 布魯克斯彗星 | 霍姆斯彗星 | 後一顆彗星 珀賴因-馬寇斯彗星 |
| 週期彗星列表            |            |                              |